# Hans-Joachim Nastold
Hans-Joachim Nastold (* 13. Juli 1929 in Stuttgart; † 26. Januar 2004 in Münster) war ein deutscher Mathematiker, der sich mit Algebra und algebraischer Geometrie befasste.

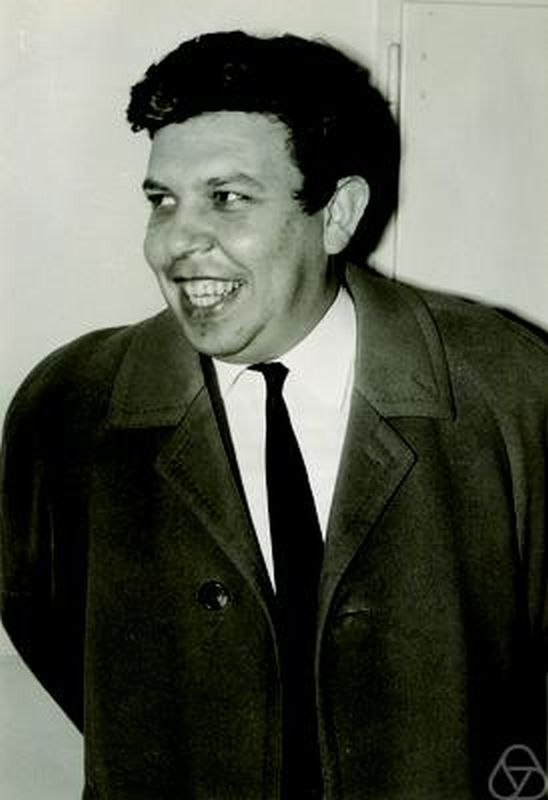
Hans-Joachim Nastold

Nastold ging in Göppingen zur Schule (Abitur 1948) und studierte an der Universität Tübingen, der Universität Münster und der Universität Heidelberg Mathematik, Physik, Philosophie und Astronomie, zunächst mit dem Ziel Lehrer zu werden. 1957 wurde er in Heidelberg bei Friedrich Karl Schmidt promoviert (Über meromorphe Schnitte komplex-analytischer Vektorraumbündel). und 1961 habilitierte er sich in Heidelberg. 1964/65 war er Gastprofessor an der University of Notre Dame und 1965/66 Lehrstuhlvertreter in Tübingen. 1966 wurde er ordentlicher Professor an der Universität Münster. Zeitweise war er Direktor des Mathematischen Instituts.
Er war einer der Leiter der Serie internationaler Tagungen Kommutative Algebra und Algebraische Geometrie in Münster und setzte die Lehrerfortbildungs-Tagungen von Heinrich Behnke in Münster fort.
Zu seinen Doktoranden gehören Gerd Faltings und Werner Lütkebohmert.